# Pedro García Ferrer

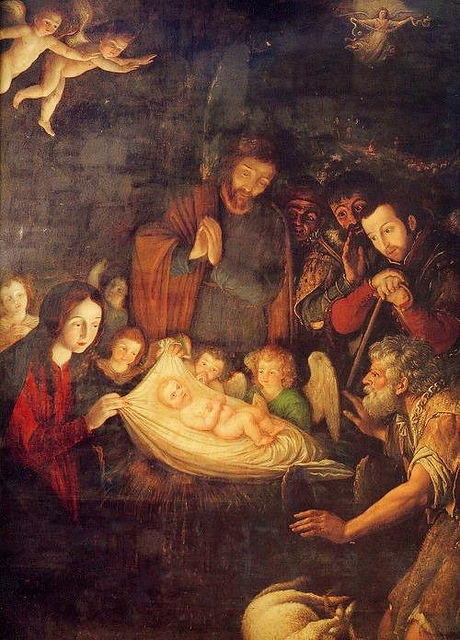
Adoración de los pastores, retablo de la Capilla de los Reyes de la catedral de Puebla.

Pedro García Ferrer (Alcorisa, 1583-Toledo, 1660) fue un pintor y sacerdote español del barroco. 
Según las noticias proporcionadas por Jusepe Martínez, se formó como pintor inicialmente en Valencia y luego en Madrid. Al parecer adquirió fama en Valencia, hacia 1630, con un cuadro de Cristo crucificado que no se ha conservado, del que se decía «tan excelente como si fuera de Francisco de Ribalta». En 1630 se le documenta en Segorbe donde se retó con Vicente Castelló a pintar una Historia de los Santos Inocentes en competencia, obligándose el perdedor a pagar cincuenta libras al vencedor. En 1632 trabajaba en la iglesia del Real Seminario de San Carlos Borromeo de Zaragoza y en la Basílica del Pilar.
Sirvió al prelado Juan de Palafox y Mendoza, con quien partió a México cuando aquel fue nombrado obispo de Puebla de Zaragoza entre 1639 y 1649. Allí diseñó la cúpula de la Catedral de Puebla y pintó seis lienzos para la decoración de la capilla del Sagrario o de los Reyes.
Fue ordenado sacerdote probablemente en México y acompañó a Palafox cuando regresó a la península como obispo de Osma. Pasó luego a Toledo, al servicio del cardenal Baltasar Moscoso y Sandoval, arzobispo de Toledo, para trabajar en la sede catedralicia donde se le documenta en enero de 1659 cuando cobró por dos pinturas que estaba haciendo para la entrada del Ochavo. Aquí actuó como fiador del pintor Hipólito de Torres y el 9 de noviembre del mismo año, enfermo, dictó su testamento, aunque no murió aún pues todavía en agosto de 1660 cobró 1000 reales de vellón a cuenta de los lienzos de San Pedro y San Pablo encargados por el cardenal Sandoval. Hubo de morir poco más tarde pues el 3 de enero de 1661 era ya su hermano y testamentario quien cobraba lo que restaba de pagar de los 3000 reales de vellón en que se habían tasado aquellas pinturas. En su testamento García Ferrer se decía en posesión de numerosas pinturas, tanto suyas como de otros artistas, junto con otras «curiosidades» que, decía, debían venderse en Madrid, Zaragoza o Valencia y no en Alcorisa, de donde se declaraba natural y donde conservaba casa, torre y tierras, pues «es lugar de montañas y labradores y no tienen conocimiento en dichas pinturas ni estimación de ellas y otras curiosidades».
De sus primeros años de actividad lo único seguro de su mano conservado, fechado en 1632, es el Martirio de San Lupercio en el retablo de la capilla homónima de la iglesia de San Carlos Borromeo del seminario zaragozano. La obra presenta la imagen del martirio de San Lupercio contemplada por don Lupercio Xaureche y Arbizu como orante y donante del retablo. El cuadro se adscribe al tenebrismo de Caravaggio y en él destaca el dibujo de las cabezas de las figuras y el colorido en tonos cálidos. Se le atribuyen también los dos grandes lienzos de la capilla de San Valero de la La Seo que representan a San Valero y San Vicente ante Daciano en Valencia y la Traída del cráneo de San Valero desde la iglesia de San Vicente de Roda a la del Salvador de Zaragoza.
De su paso por Nueva España, en la catedral de Puebla, fechados en 1648, quedan los óleos del retablo mayor de la capilla de los Reyes. Finalmente, en dependencias de la catedral toledana quedan los lienzos dedicados a la visiones de san Pedro, firmado, y san Pablo, en los que se hace evidente la evolución del pintor hacia fórmulas de un mayor barroquismo y riqueza de color.